# Владимир Сандев
Владимир Костадинов Сандев е деец на Българската комунистическа партия.

## Биография
Роден е на 20 януари 1923 г. в Горна Джумая. Работи като електромонтьор. През 1939 г. става член на Работническия младежки съюз. Участва в Соболевата акция. Два пъти арестуван, но освобождаван поради липса на доказателства. В 1941 - 1944 година е ятак на комунистическите партизани. В 1943 година е изпратен в концлагер. Изпратен в черната рота в Гърция, откъдето избягва и се присъединява към партизански отряд „Яне Сандански“. От 1945 или 1946 г. е член на БКП.
След Деветосептемврийския преврат завършва Висшата партийна школа при ЦК на БКП. От 1944 до 1949 година работи като инструктор и завеждащ-отдел в Околийския комитет на РМС в Сандански, инструктор и секретар в Околийския комитет на БКП в същия град, завеждащ сектор и заместник-завеждащ отдел на Околийския комитет на БКП в Горна Джумая. От 1957 е председател на Окръжния съвет на Българските профсъюзи, първи секретар на Градския комитет на БКП и секретар на Окръжния комите на БКП в Благоевград. От юли 1971 година е председател на Изпълнителния комитет на Окръжния народен съвет в Благоевград и член на Бюрото на Окръжния комитет на БКП. Депутат е в VII народно събрание.
На XI конгрес на БКП в 1976 г. е избран за кандидат-член на ЦК на БКП. На Пленума на ЦК на БКП от 12 август 1977 г. е избран за заместник на станалия министър на строителството и строителните материали Иван Сакарев като първи секретар на Окръжния комитет на БКП в Благоевград.